# Lingunita
La lingunita és un mineral de la classe dels silicats. Rep el nom en honor de Lin-gun Liu (刘玲 根) (b. 1942), mineralogista que va treballar a la Universitat Nacional Australiana del 1974 al 1993, i més tard a la Universitat Nacional de Taiwan. Va ser el primer en sintetitzar el material.

## Característiques
La lingunita és un silicat de fórmula química (Na,Ca)AlSi₃O₈. Va ser aprovada com a espècie vàlida per l'Associació Mineralògica Internacional l'any 2004. Cristal·litza en el sistema tetragonal. És una modificació a alta pressió d'un mineral del tipus hol·landita.
Segons la classificació de Nickel-Strunz, la lingunita pertany a «09.FA - Tectosilicats sense H₂O zeolítica, sense anions addicionals no tetraèdrics» juntament amb els següents minerals: kaliofilita, kalsilita, nefelina, panunzita, trikalsilita, yoshiokaïta, megakalsilita, malinkoïta, virgilita, lisitsynita, adulària, anortoclasa, buddingtonita, celsiana, hialofana, microclina, ortosa, sanidina, rubiclina, monalbita, albita, andesina, anortita, bytownita, labradorita, oligoclasa, reedmergnerita, paracelsiana, svyatoslavita, kumdykolita, slawsonita, lisetita, banalsita, stronalsita, danburita, maleevita, pekovita i kokchetavita.

## Formació i jaciments
Va ser descoberta al meteorit Sixiangkou, recollit a la localitat homònima dins el districte de Gaogang, a la província de Jiangsu (República Popular de la Xina). També ha estat descrita posteriorment en altres meteorits i zones d'impacte de l'Antàrtida, Austràlia, els Estats Units, Suècia, el Marroc, Nigèria i Oman.